# Dane Olbina
Dane Olbina (16. června 1919, Krbavica, Království Srbů, Chorvatů a Slovinců – 7. července 2011, Sarajevo, Bosna a Hercegovina) byl starostou Sarajeva, metropole Bosny a Hercegoviny v letech 1948–1955.
Olbina byl účastníkem partyzánského boje za druhé světové války. V armádě získal hodnost plukovníka. Pracoval v železničních dílnách v Sarajevu a byl jedním z několika desítek členů komunistické strany Jugoslávie ve městě.
Starostou se stal ve věku 29 let. Jeho hlavním úkolem po nástupu do funkce byla především obnova města po válce; znovuotevření škol, nemocnic a kulturních institucí, stejně jako obnova infrastruktury. Ve funkci postupoval velmi rozhodně a rázně; nařídil vystěhovat Sarajevany, kteří obsadili domy v židovské čtvrti a nechtěli je opustit.
Během jeho správy města bylo vybudováno nové hlavní nádraží a stadion Koševo. Stadion byl budován prostřednictvím brigád mládeže, které Olbina koordinoval. Zabýval se také problematikou zavedení moderního vodovodu v Sarajevu; zřízení muzea města a zřízení první moderní vysoké školy.

## Díla
- Ratni dani
- Dani i godine opsade